# National Women’s Soccer League 2014/Expansion-Draft
Der NWSL-Expansion-Draft zur Saison 2014 wurde am 10. Januar 2014 durchgeführt. Vertreter des zur Saison 2014 neu der NWSL beigetretenen Franchises Houston Dash konnten dort im Rahmen einer Konferenzschaltung bis zu zehn Spielerinnen der bisherigen acht NWSL-Teams unter Vertrag nehmen.

## Ausgangslage

Logo der Houston Dash, erste Erweiterungs-Franchise der NWSL.

Dieses Vorgehen sollte es den Dash ermöglichen, im knapp bemessenen Zeitraum bis zum Saisonbeginn im April 2014 eine konkurrenzfähige Mannschaft aufzustellen. Bis zum Zeitpunkt des Drafts standen mit Whitney Engen, Erin McLeod und Teresa Noyola lediglich drei Spielerinnen im Aufgebot der neugegründeten Dash. Diese wurden dem Franchise im Rahmen der Player Allocation 2014 zugewiesen, beziehungsweise durch einen darauf folgenden Spielerinnentausch erworben, bei dem McLeod im Tausch für die ursprünglich zugewiesene Melissa Tancredi von den Chicago Red Stars kam.

## Prozess
Die acht bisherigen NWSL-Franchises konnten ein bestimmtes Kontingent an Spielerinnen vor dem Zugriff der Dash schützen, eine Liste dieser Spielerinnen wurde zwei Tage vor dem Expansion-Draft veröffentlicht. Die Franchises hatten dabei folgende Regeln zu beachten:
- Mannschaften, die in der Saison 2013 die Play-offs erreicht hatten (Western New York Flash, FC Kansas City, Portland Thorns FC und Sky Blue FC), durften je neun Spielerinnen schützen, die restlichen (Boston Breakers, Chicago Red Stars, Seattle Reign FC und Washington Spirit) je zehn Spielerinnen.
- Jede Mannschaft, die bei der Player Allocation 2014 mehr als zwei US-amerikanische Nationalspielerinnen erhalten hatte (alle außer Western New York Flash), musste mindestens eine dieser Spielerinnen ungeschützt lassen.
- Folgende Spielerinnen mussten in jedem Fall geschützt werden: Leihspielerinnen aus ausländischen Ligen, ausländische Spielerinnen (sofern sie nicht im Rahmen der Player Allocation 2014 zum Team kamen) und Spielerinnen, deren Spielerverträge einen freien Mannschaftswechsel verhinderten.

Für den Zugriff durch die Houston Dash galten folgende Regeln:
- Es durften im ganzen Draft lediglich bis zu zwei der zugewiesenen US-Nationalspielerinnen verpflichtet werden, dazu je höchstens eine der kanadischen und mexikanischen Nationalspielerinnen.
- Generell durften maximal zwei Spielerinnen vom gleichen Franchise verpflichtet werden. War die gewählte Spielerin eine der zugewiesenen US-Nationalspielerinnen, durfte keine weitere Spielerin von diesem Franchise verpflichtet werden.
- Nach jeder Wahl der Dash durfte das betroffene Franchise eine beliebige weitere der ihm verbliebenen Spielerinnen schützen.

## Ergebnis
|           | Spielerin          | Bisherige Franchise |
| --------- | ------------------ | ------------------- |
| 1. Runde  | Brittany Bock      | Sky Blue FC         |
| 2. Runde  | Tiffany McCarty    | Washington Spirit   |
| 3. Runde  | Lauren Sesselmann  | FC Kansas City      |
| 4. Runde  | Meleana Shim       | Portland Thorns FC  |
| 5. Runde  | Ella Masar         | Chicago Red Stars   |
| 6. Runde  | Meghan Klingenberg | Boston Breakers     |
| 7. Runde  | Arianna Romero     | Seattle Reign FC    |
| 8. Runde  | Becky Edwards      | Portland Thorns FC  |
| 9. Runde  | Danesha Adams      | Sky Blue FC         |
| 10. Runde | Kika Toulouse      | Washington Spirit   |

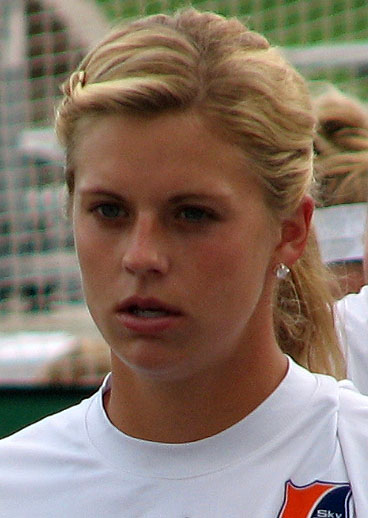
Lauren Sesselmann, eine von drei ausgewählten Nationalspielerinnen.

Die Dash wählten mit Meghan Klingenberg (USA), Lauren Sesselmann (Kanada) und Arianna Romero (Mexiko) drei Nationalspielerinnen aus, die bei der Player Allocation 2014 ursprünglich anderen Franchises zugewiesen worden waren. Das Franchise der Western New York Flash wurde im Expansion-Draft als einziges vom Zugriff der Houston Dash verschont.